# ابیای بوکیدنون
ابیای بوکیدنون (نام علمی: Scolopax bukidnonensis) نام یک گونه از سرده ابیا است.